# 30 Leonis Minoris
30 Leonis Minoris, som är stjärnans Flamsteed-beteckning, är en ensam stjärna, belägen i den mellersta delen av stjärnbilden Lilla lejonet. Den har en skenbar magnitud av ca 4,72 och är svagt synlig för blotta ögat där ljusföroreningar ej förekommer. Baserat på parallaxmätning inom Hipparcosuppdraget på ca 14,0 mas, beräknas den befinna sig på ett avstånd på ca 233 ljusår (ca 72 parsek) från solen. Den rör sig bort från solen med en heliocentrisk radialhastighet på ca 14 km/s.

## Egenskaper
30 Leonis Minoris är en gul till vit stjärna i huvudserien av spektralklass kF0 hF2 mF2, som anger att dess spektrum har kalcium-K-linjen för en F0-stjärna, och väte- och metallinjerna för en F2-stjärna. Den har katalogiserats som en Am-stjärna och Gray et al. (2001) tilldelade den spektralklass A9 IIIa. Den har en massa som är ca 2,3 solmassor, en radie som är ca 4,2 solradier och utsänder från dess fotosfär ca 58 gånger mera energi än solen vid en effektiv temperatur av ca 7 300 K.